# Stadion van 5 juli 1962
Het stadion van 5 juli 1962 (Arabisch: ملعب 5 جويلية) is een multifunctioneel stadion in Algiers, Algerije. Het stadion wordt ook wel El Djezair Stadium genoemd. Het stadion wordt vooral gebruikt voor voetbalwedstrijden, maar ook regelmatig voor atletiekwedstrijden. Zowel de voetbalclub USM Alger als het nationale voetbalelftal spelen in dit stadion weleens hun thuiswedstrijden. Het stadion werd geopend in 1972 en kreeg de naam "5 juli 1962" omdat dit de dag was waarop Algerije de onafhankelijkheid van Frankrijk uitriep. In het stadion kunnen 70.000 toeschouwers. (Sommige bronnen geven 64.000 toeschouwers.) In het verleden waren er in dit stadion ook weleens wedstrijden waarbij het toeschouwersaantal tot 100.000 kon oplopen.

## Toernooien
Dit stadion is regelmatig gebruik voor grote (internationale) sporttoernooien. Tussen 23 augustus en 6 september 1975 werden er in dit stadion wedstrijden gespeeld voor de Middellandse Zeespelen van 1975. Drie jaar later, in juli 1978, was er wederom een toernooi, de Afrikaanse Spelen van 1978. Diezelfde Afrikaanse spelen werden in 2007 weer door Algerije georganiseerd, ook toen werd dit stadion gebruikt. In 2004 waren er de Pan Arabische Spelen. Ook de Afrikaanse kampioenschappen atletiek waren een keer in het 5 juli 1962 stadion, dat was in 2000.
In 1990 organiseerde Algerije de Afrika Cup. Er werden 2 stadions ingezet. Het 19 mei 1956 stadion en dit stadion. Naast de 6 groepswedstrijden werden er ook een halve finale, troostfinale en finale gespeeld. In de finale waren er 100.000 toeschouwers die Algerije kampioen zagen worden van de Afrika Cup.
| № | Datum         | Wedstrijd            | Uitslag | Afrika Cup   | Toeschouwers |
| - | ------------- | -------------------- | ------- | ------------ | ------------ |
| 1 | 2 maart 1990  | Algerije – Nigeria   | 5 – 1   | Groepsfase   | 65.000       |
| 2 | 2 maart 1990  | Ivoorkust – Egypte   | 3 – 1   | Groepsfase   | 7.000        |
| 3 | 5 maart 1990  | Nigeria – Egypte     | 1 – 0   | Groepsfase   | 45.000       |
| 4 | 5 maart 1990  | Algerije – Ivoorkust | 3 – 0   | Groepsfase   | 75.000       |
| 5 | 8 maart 1990  | Nigeria – Ivoorkust  | 1 – 0   | Groepsfase   | 80.000       |
| 6 | 8 maart 1990  | Algerije – Egypte    | 2 – 0   | Groepsfase   | 85.000       |
| 7 | 12 maart 1990 | Algerije – Senegal   | 2 – 1   | Halve finale | 80.000       |
| 8 | 15 maart 1990 | Zambia – Senegal     | 1 – 0   | Troostfinale | 3.000        |
| 9 | 16 maart 1990 | Algerije – Nigeria   | 1 – 0   | Finale       | 100.000      |